# Балтійське льодовикове озеро
Балтійське льодовикове озеро — озеро, що утворилося в кінці останнього зледеніння наприкінці плейстоцену під час меєндорфського потепління в районі нинішнього Балтійського моря. Озеро утворилося в результаті танення Скандинавського льодовикового щита. Озеро існувало приблизно 12 600-10 300 років тому, що корелюється з третім періодом плейстоцену за класифікацією Блітт-Сернандер. Озеро на півночі і північному заході було обмежено льодовиком, на заході — сушею в районі сучасних Данських проток і Південної Швеції. Післяльодовикове солонувате Іолдійове море замістило Балтійське льодовикове озеро після прориву льодовикової греблі.

## Історія

### Формування басейну

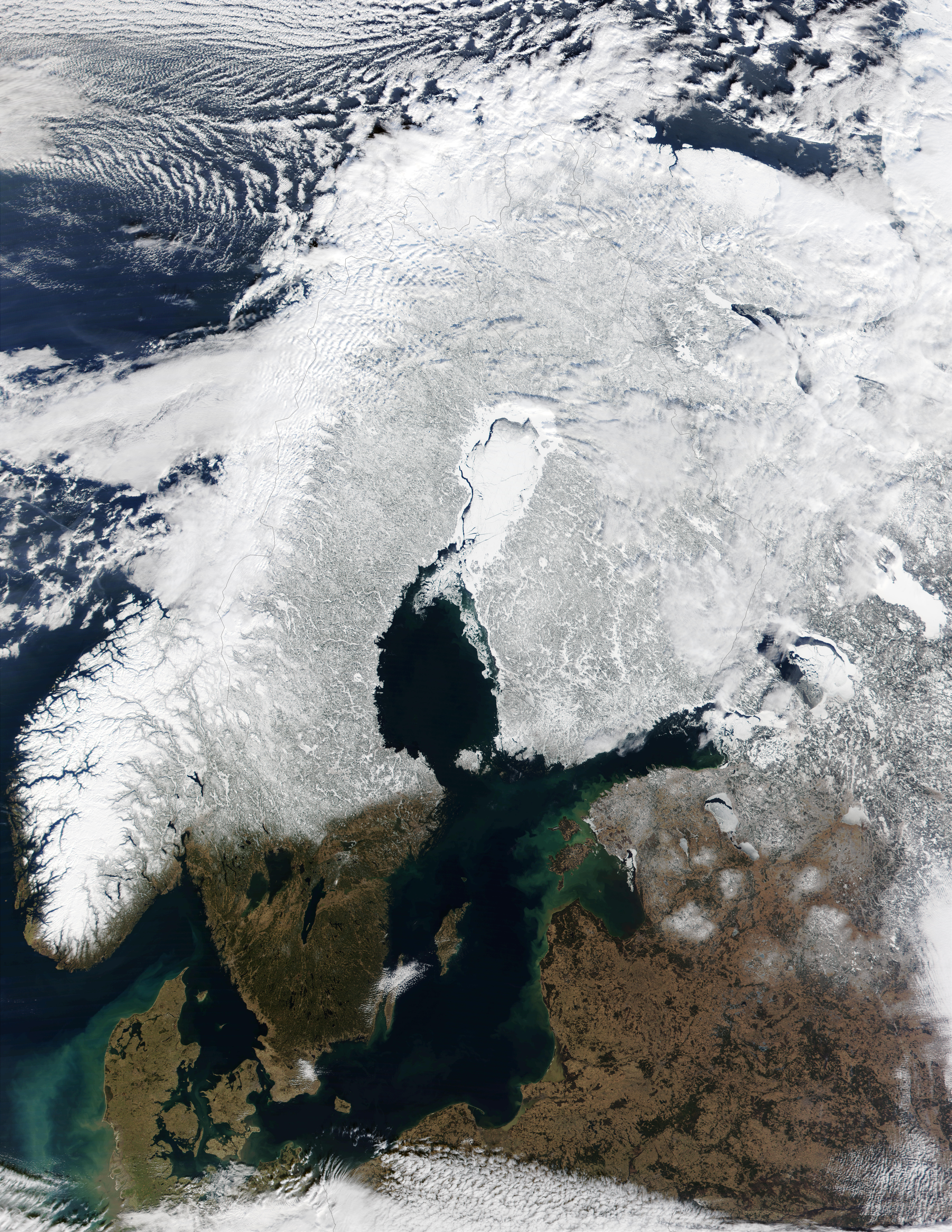
Поверхня вкрита снігом приблизно вказує на межі тогочасного Скандинавського крижаного щита

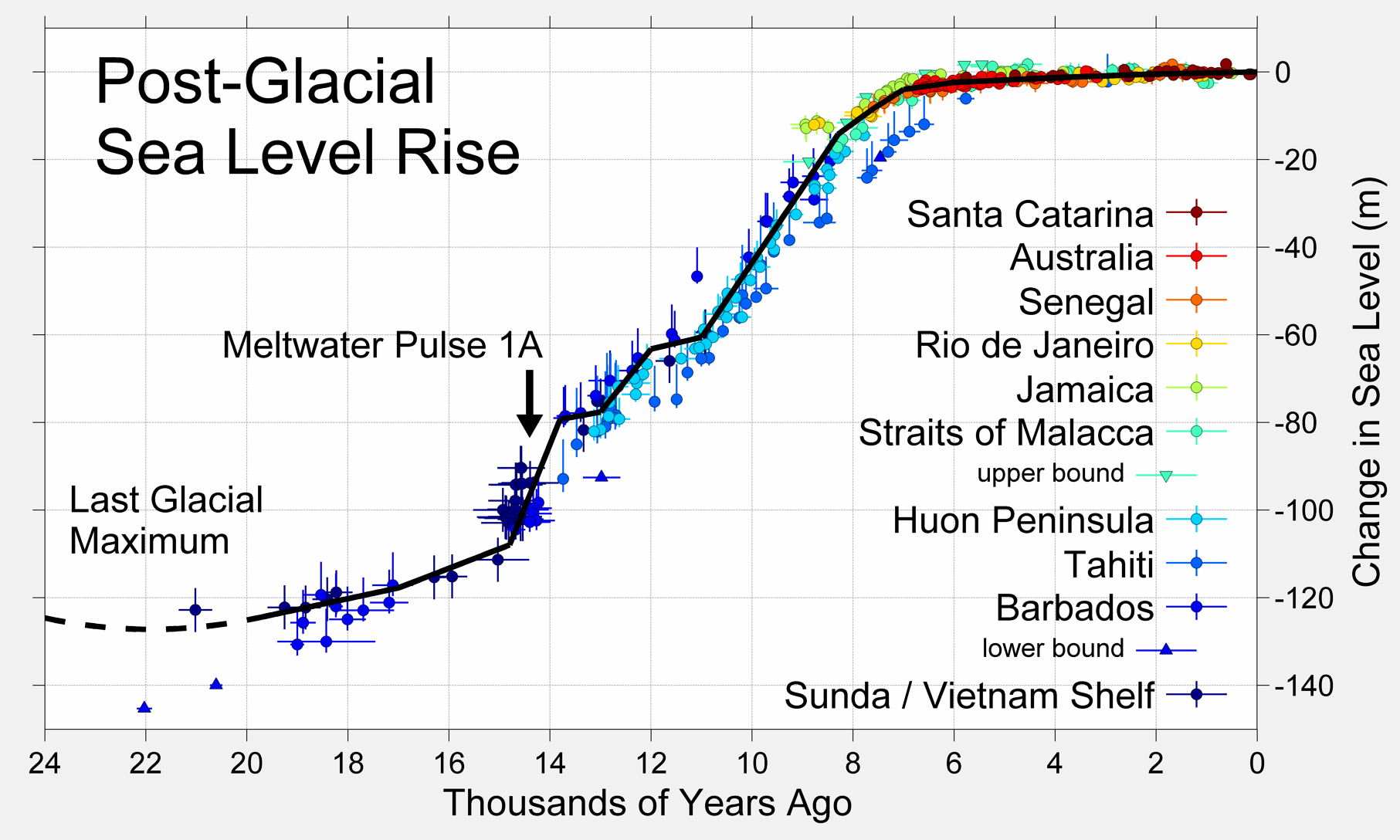
Післяльодовикове підняття рівня Світового океану

Фронт відступаючого льодовика досяг південно-західних кордонів Балтійського басейну за різними оцінками близько 16,0 Кілороків тому. Ще раніше, близько 17,0 років тому формується канал стоку з прильодовикових озер через сучасну протоку Великий Бельт, свідченням існування якої виступає вузька підводна долина глибиною до 50 м. Близько 15,0-14,4 тис. років тому звільнилось від льоду південно-східне узбережжя Швеції, озерні відклади починають накопичуватися в Арконській і Борнхольмській улоговинах. Близько 14,5-14,0 тис. років тому окремі прильодовикові озера, розташовані в Гданській і Борнхольмській улоговинах з'єдналися в єдиний басейн. Рівень води тут був вище ніж в прильодовикових озерах що лежать на захід і поступово знижувався за рахунок ерозії каналу стоку. Поступове вирівнювання рівня прильодовикових водойм уздовж південного краю Скандинавського льодовикового щита призвело до утворення басейну, який дав початок Балтійському льодовиковому озеру.
Східна частина басейну (від сучасної Гданської затоки до узбережжя Латвії) з'єднувалася з центральною через протоку, що лежала між тогочасним островом на місці сучасної банки Лавиця Слупська (пол. Ławica Słupska) на півдні і фронтом льодовика в районі Седра-Мідшебанкен на півночі. Центральна частина басейну (південна частина сучасної Борнхольмської улоговини) повідомлялася з західної через протоку, що лежав між сучасною Одра-банкою (на північ від Померанської бухти) на півдні і островом, утвореним сучасними Ренні-банкою і островом Борнхольм. Нарешті, західна частина (сучасна Арконська улоговина) з'єднувалась з Північним морем через протоку Ересунн. Північною межею басейну був фронт льодовика, що проходив по лінії, що з'єднувала Готландську улоговину, Седра-Мідшебанкен, північ острова Борнхольм і центральний Сконе. Деградація льодовикового покриву в умовах морського басейну супроводжувалася утворенням айсбергів.
Ботнічна і Фінська затоки в цей час ще не звільнилися з-під льодовика, східна межа озера знаходилася в районі сучасної Ризької затоки. На ранніх етапах розвитку басейну його поверхня лежала на рівні моря, з яким озеро мало сполучення в районі сучасної протоки Ересунн. Льодовик танув і забезпечував постійне надходження прісної води в озеро, стік цієї прісної води в море через неглибоку протоку виключав зворотне проникнення солоної морської води навіть при однакових рівнях поверхні.
На цей час рівень земної поверхні в південній частині сучасного Балтійського басейну під впливом маси льодовикового покриву був занурений на 90 м нижче сучасного, але після звільнення відчував інтенсивне ізостатичне підняття. Рівень Світового океану був на 100—110 м нижче за сучасний, він теж піднімався через глобальне танення полярних шапок і звільнення великих мас води, що була до того часу законсервована в льодовиках.

### Перший підйом рівня озера

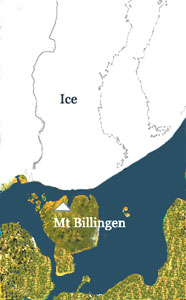
Кінець Балтійського льодового озера близько 10,3 тис. років тому, утворення каналу біля гори Біллінген у центральній Швеції

Швидкість ізостатичного підняття земної кори в районі протоки Ересунн випереджала швидкість підйому рівня води у Світовому океані, що призвело її до поступового обміління та активізації ерозії дна. В процесі ерозії четвертинних відкладень (глибина якої оцінюється в 7 м) були досягнуті тверді скельні породи. Швидкість ерозії різко впала, протока обмілла і 14,0 тис. років тому починається підйом рівня води в Балтійському льодовиковому озері вище за рівень моря. На територіях на південь від порогу стоку, де швидкість підняття була меншою ніж у районі проток цей підйом супроводжувався трансгресією. На північ від ізобази, що проходила через Ересунн, навпаки, підйом рівня озера щодо рівня моря супроводжується осушенням узбереж, оскільки тут швидкість ізостатичного підняття земної кори випереджала швидкість підйому рівня води.
Площа озера збільшувалася за рахунок відступаючого на північ льодовика і трансгресії на півдні. По мірі розвитку трансгресії до складу озера входили раніше самостійні прильодовикові озера східній частині басейну. Так, Чудсько-Псковське озеро з'єднувалось з Балтійським льодовиковим озером через озеро Виртс'ярв в період між 14,0 і 12,0 тис. років тому. Ладозьке озеро стало частиною Балтійського льодовикового озера 13,3 тис. років тому, спочатку басейни з'єднувалися в районі Невської низовини, а після звільнення від льоду півночі Карельського перешийка близько 12,2 років тому — через Хейнйокську протоку.
Близько 13,0 років тому льодовик відступив на північ від гори Біллінген. Північне море в цей час проникало до улоговини озера Венерн і на території сучасної Средньошведської низовини формується новий канал стоку Балтійського льодовикового озера, осадові залишки якого не знайдені, бо були знищені наступним просуванням льодовика. За іншою версією канал існував під товщею льодовика. Поява нового каналу стоку призвела до швидкого падіння рівня Балтійського басейну на 10 м до рівня моря (за останніми даними — близько 20 м). Тим не менш, слідів проникнення солоної води в Балтійський басейн не виявлено. Канал стоку в районі протоки Ересунн перестав функціонувати, а осушення великих територій в цьому районі супроводжувалося міграцією рослин і тварин з Європи на південь Скандинавського півострова.

### Другий підйом рівня озера
Канал стоку в Средньошведській низовини функціонував близько 200 років. З початком похолодання пізнього дріасу відбувся повторний наступ льодовикового покриву в Південній Швеції. Канал стоку на північ від гори Біллінген знову був заблокований близько 12,8 тис. років тому, почався новий підйом рівня води в Балтійському льодовиковому озері. Коли в ході цього підйому був досягнутий поріг стоку на схід від півострова Ютландія, знову почав діяти канал в районі протоки Ересунн. Подальший підйом рівня озера відносно рівня моря, як і на попередній стадії, відбувався за рахунок гляціоізостатичного підіймання порогу стоку, який досяг величини 25 м. Підйом рівня озера супроводжувався трансгресією на південних узбережжях, південно-західна берегова лінія проходила в районі сучасної Кільської бухти. На сході Ладозьке озеро залишалось частиною Балтійського льодовикового озера, а Псковське виділилось в самостійний водоймище, рівень котрого був на 8-12 м вище, ніж у Балтійському басейні. Під час максимальної трансгресії озера більшість південної Фінляндії перебувала під водою (115 м над сучасним Гельсінкі), Данські острови були на іншій стороні протоки Ересунн.
Відмінності в амплітуді ізостатичного підняття в різних частинах басейну в наступні епохи призвело до того, що на даний час сліди берегової лінії, що відповідає найвищому рівневі Балтійського льодовикового озера в південній частині басейну Лавиця-Слупська лежать на глибині 20 м нижче рівня моря, а у північній частині (гряда Салпаусселькя в районі Лахті) — близько 160 м вище рівня моря.

### Спуск Балтійського льодовикового озера

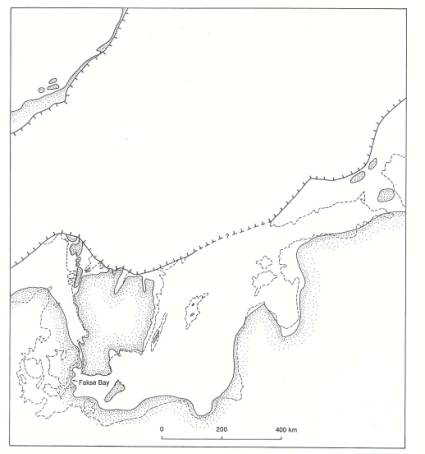
Межі озера і льодовикового щита 11,6 тис. років тому

Потепління наприкінці пізнього дріасу викликало швидку деградацію льодовикового покриву та повторне відкриття каналу стоку через Средньошведську низовину у період 11,7-11,6 тис. років тому. Процес був надзвичайно стрімким і зайняв 1-2 роки. Обсяг холодної прісної води, що надійшла в океан оцінюється в 7-8 тисяч км³. Спуск озера призвів до регресії озера і осушенню величезних площ. Осушення каналу стоку в районі протоки Ересунн сформувало сухопутний «міст» між Ютландією і Швецією, забезпечило нову хвилю міграції рослин і тварин на Скандинавський півострів, яка супроводжувалася цього разу заселенням Південної Швеції людьми на початку голоцену.

## Гідрологія
Більшу частину року озеро було вкрито кригою. Клімат характеризувався різко континентальним режимом, середня температура липня не перевищувала +12 °C. Протягом усієї своєї історії озеро відчувало сильний вплив льодовика, донні відклади, представлені майже виключно стрічковими глинами, які поступово замінюються, по мірі віддалення від фронту льодовика, все більш гомогенними озерно-льодовиковими відкладами. Відклади Балтійського льодовикового озера на всіх етапах його історії бідні на органіку, представлену виключно прісноводними видами діатомових водоростей. Деякі автори припускають, що в озері була повністю відсутня фауна.

## Палеогеографія

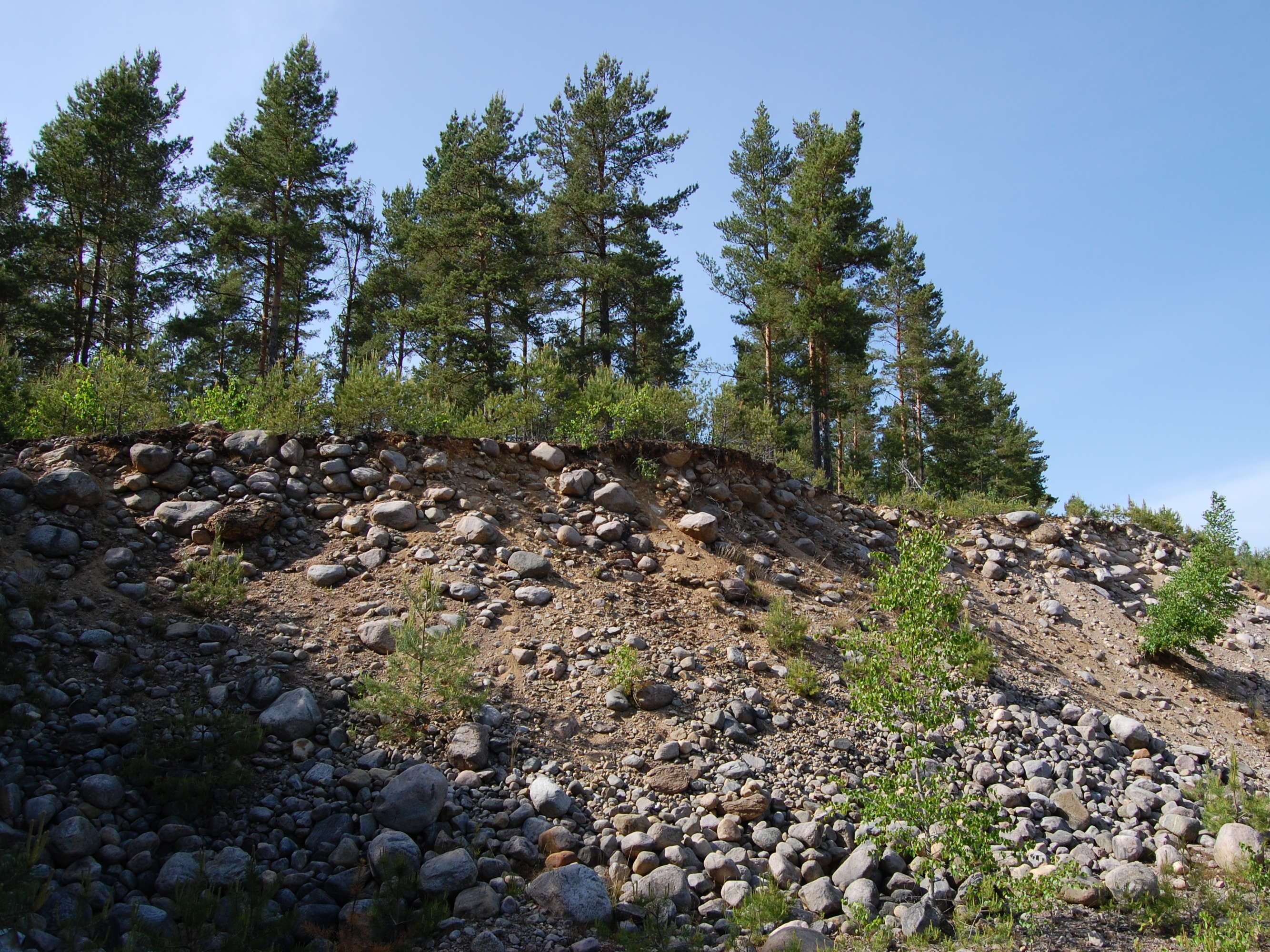
Моренні відклади в районі Шевде, Швеція

В історії Балтійського моря солоність варіювалась за місцем, глибиною та часом. Головним чинником утворення цього водного резервуару стало танення скандинавських льодовиків і затоплення пониженого рельєфу на місці, що звільнилось від криги. Льодовик забезпечував масоване надходження прісної води, а солона вода надходила з Північного моря через протоки. Коли протоки блокувались або майже блокувались, переважав режим опріснення. Те ж саме мало місце, коли рівень води був істотно вище, за рівень моря, навіть коли протоки не були блоковані. Тобто регулювання надходження прісної води в значній мірі залежить від клімату.
Існують методи для визначення стану давньої морської води (температура, солоність, вміст твердих частинок). Провідним з них є виявлення діатомових водоростей у відкладах. Деякі види вимагають солоної води, в той же час як інші потребують прісної. Крім того, періоди найбільшого надходження талої води характеризуються низьким вмістом органічного вуглецю у відкладах. Більший вміст вуглецю викликає осадження сульфіду заліза, що виглядає як чорний прошарок.
Відступаючи маси криги й потоки талої води сформували сучасний льодовиково-моренний рельєф Німеччини, Польщі, Прибалтики, Росії, Швеції і Фінляндії. 
Декілька палеонтологічних знахідок в Естонії, перевірених радіовуглецевим аналізом, свідчать про те, що заселення узбереж Балтійського льодовикового озера почалося в бореальному періоді, 11,2-10,2 тис. років тому. Деревне вугілля, кістки тварин і артефакти мезолітичних тимчасових поселень людини виявлено в Пуллі, а також поблизу Ладозького озера. В раціоні харчування людей того часу були сарна європейська (Capreolus capreolus), олень благородний (Cervus elaphus), куниця (Martes), видра (Lutra), вовк (Canis lupus), один з видів родини ведмедевих (Ursidae) і нерпа кільчаста (Pusa hispida). Сосново-березовий ліс вкривав регіон, тут знайдений пилок з сосни (Pinus), берези (Betula), вільхи (Alnus), розових (Rosaceae), осокових (Cyperaceae) і полину (Artemisia). Південна Швеція на той час існувала у вигляді окремого острова, про що може свідчити й давня назва Скандинавії — Скандія (Scandia), що означає «острів Сканза».